# Mairie d'Ivry (metropolitana di Parigi)
Mairie d'Ivry è una stazione della Metropolitana di Parigi sulla linea 7, sita nel comune d'Ivry-sur-Seine.

## La stazione
La stazione venne aperta nel 1946 e collega il municipio d'Ivry a Parigi. Essa è il capolinea di una delle due diramazioni della linea; il capolinea sull'altra diramazione è a Villejuif - Louis Aragon.

## Interconnessioni
- Bus RATP - 125, 132, 182, 323